# Kapetanija Lelang
Kapetanija ili Komandantura Lelang bila je jedna od nekoliko kineskih kapetanija uspostavljenih na Korejskom poluotoku za vrijeme dinastije Han.
Nastala je godine 108. pr. Kr. kada je car Wu porazio Ugeoa, unuka Wimana, i tako uništio državu Gojoseon. Na njenom mjestu je stvoreno Četiri kapetanije Hana (漢四郡)  - Lelang, Lintun, Xuantu i Zhenfan. Knjiga Hana bilježi da se kapetanija sastojala od 25 prefektura s ukupno 62.812 kuća i 406.768 stanovnika.
Nestala je početkom 4. stoljeća kada ju je, koristeći metež u Kineskom carstvu, anektirala korejska država Goguryeo.

## Vanjske poveznice
- Tian Huang Stone (樂浪太守椽王光之印)